# Bassurels
Bassurels är en kommun i departementet Lozère i regionen Occitanien i södra Frankrike. Kommunen ligger i kantonen Barre-des-Cévennes som tillhör arrondissementet Florac. År 2022 hade Bassurels 63 invånare.

## Befolkningsutveckling
Antalet invånare i kommunen Bassurels
| Referens: INSEE |